# Đại hội đại biểu toàn quốc Đảng Nhân dân Cách mạng Lào
Đại hội đại biểu toàn quốc Đảng Nhân dân Cách mạng Lào (tiếng Lào: ກອງປະຊຸມໃຫຍ່ຂອງ  ພັກປະຊາຊົນປະຕິວັດລາວ) là cơ quan có quyền lực cao nhất của Đảng Nhân dân Cách mạng Lào. Theo Điều lệ Đảng (ກົດລະບຽບພັກ), Đại hội do Ban Chấp hành Trung ương Đảng triệu tập thường lệ 5 năm một lần. Đại biểu dự đại hội gồm các Ủy viên Ban Chấp hành Trung ương Đảng triệu tập đại hội, đại biểu do đại hội cấp dưới bầu.
Đại biểu chính thức dự Đại hội đại biểu toàn quốc gồm các Ủy viên Ban Chấp hành Trung ương và Đại biểu do Đại hội cấp dưới bầu; Đại biểu dự Đại hội phải được Đại hội thẩm tra tư cách và biểu quyết công nhận.
Đại hội Đại biểu toàn quốc bất thường có thể được triệu tập khi Ban Chấp hành Trung ương thấy cần hoặc khi có hơn một nửa số Cấp ủy trực thuộc yêu cầu. Đại biểu dự Đại hội bất thường là các Uỷ viên Trung ương đương nhiệm, đại biểu đã dự Đại hội đại biểu toàn quốc đầu nhiệm kỳ, đủ tư cách.

## Nhiệm kỳ
Thời gian tổ chức Đại hội đại biểu toàn quốc Đảng Nhân dân Cách mạng Lào thường lệ là 5 năm, được tổ chức sớm hơn hoặc muộn hơn nhưng không quá 1 năm; Nếu cần thiết, có thể triệu tập hội nghị toàn quốc giữa nhiệm kỳ.

## Chức năng
Đại hội chức năng như một hội nghị thông qua các chính sách của đảng (chẳng hạn như kế hoạch 5 năm), được trao quyền để sửa đổi điều lệ và cương lĩnh của đảng, bầu ra Ban Chấp hành Trung ương Đảng.
Đại hội cũng xem xét thảo luận các vấn đề và mục tiêu, phương hướng, đề án và các vấn đề về xây dựng đảng, định hướng kế hoạch phát triển kinh tế-xã hội 5 năm của Nhà nước. Xem xét, thông qua việc kiểm điểm sự lãnh đạo chung của Ban Chấp hành Trung ương Đảng kết thúc nhiệm kỳ;
Đồng thời cũng thông qua Báo cáo chính trị của Ban Chấp hành Trung ương Đảng, tóm tắt công tác của đảng trong đại hội trước gồm đánh giá kết quả thực hiện các nghị quyết, thành tựu, những vấn đề còn tồn tại và đề ra các mục tiêu tương lai cho đại hội tiếp theo.
Đại hội cũng bầu ra thành viên của Ủy ban Kiểm tra Trung ương Đảng.

## Các kỳ đại hội
| Đại hội          | Thời gian (từ-đến)                        | Đại biểu     | Bầu Ủy viên Trung ương                       | Tổng bí thư         | Số lượng đảng viên |
| ---------------- | ----------------------------------------- | ------------ | -------------------------------------------- | ------------------- | ------------------ |
| Lần thứ nhất     | 22 tháng 3 – 6 tháng 4 năm 1955 16 ngày   | 25 đại biểu  | 5 ủy viên chính thức                         | Kaysone Phomvihane  | ~400               |
| Lần thứ hai      | 3 tháng 2 – 6 tháng 2 năm 1972 4 ngày     | 125 đại biểu | 21 ủy viên chính thức – 6 ủy viên dự khuyết  | Kaysone Phomvihane  | 21,000             |
| Lần thứ ba       | 27 tháng 4 – 30 tháng 4 năm 1982 4 ngày   | 228 đại biểu | 49 ủy viên chính thức – 6 ủy viên dự khuyết  | Kaysone Phomvihane  | 35,000             |
| Lần thứ tư       | 13 tháng 11 – 15 tháng 11 năm 1986 3 ngày | 303 đại biểu | 51 ủy viên chính thức – 9 ủy viên dự khuyết  | Kaysone Phomvihane  | 45,000             |
| Lần thứ năm      | 27 tháng 3 – 29 tháng 3 năm 1991 3 ngày   | 367 đại biểu | 55 ủy viên chính thức – 44 ủy viên dự khuyết | Kaysone Phomvihane  | 60,000             |
| Lần thứ sáu      | 18 tháng 3 – 20 tháng 3 năm 1996 3 ngày   | 381 đại biểu | 49 ủy viên chính thức                        | Khamtai Siphandon   | 78,000             |
| Lần thứ bảy      | 12 tháng 3 – 14 tháng 3 năm 2001 3 ngày   | 452 đại biểu | 53 ủy viên chính thức                        | Khamtai Siphandon   | 100,000            |
| Lần thứ tám      | 18 tháng 3 – 21 tháng 3 năm 2006 4 ngày   | 498 đại biểu | 55 ủy viên chính thức                        | Choummaly Sayasone  | 148,590            |
| Lần thứ chín     | 17 tháng 3 – 21 tháng 3 năm 2011 5 ngày   | 576 đại biểu | 61 ủy viên chính thức                        | Choummaly Sayasone  | 191,700            |
| Lần thứ mười     | 18 tháng 1 – 22 tháng 1 năm 2016 5 ngày   | 685 đại biểu | 69 ủy viên chính thức – 8 ủy viên dự khuyết  | Bounnhang Vorachith | 252,879            |
| Lần thứ mười một | 13 tháng 1 – 15 tháng 1 năm 2021 3 ngày   | 768 đại biểu | 71 ủy viên chính thức – 10 ủy viên dự khuyết | Thongloun Sisoulith | 348,686            |